# 今の風を感じて
『今の風を感じて』（いまのかぜをかんじて）は、ゲームサークルアルファナッツの代表HIDEと副代表辺境紳士が開発したフリーのRPGである。制作にはRPGツクール2000が使用されている。1組の少年少女がある地域の調査に向かい、1つの事件にたどり着く内容となっている。
本作はファミ通によるコンテストパークで2002年4月に金賞を受賞した。IndeTerminateシリーズの3作目であり、1作目のIndeTerminatePLUSの直接的な続編に当たる。IndeTerminatePLUSから2年後を舞台とし、主人公は同様にアレイドであるものの、今作ではそのパートナーであるティナに焦点をあて、ゲームのオープニング画面では副題に“Tale of Tina”と記されているのが確認できる。また、前2作はHIDEの単独制作であったが、本作からはイラストレーターの辺境紳士が制作に加わり、これまでのツクール作品にはあまり使われなかった挿絵が多く使われた。

## ストーリー
帝都ジェノシードへの冒険から2年。レフィリア教会に属する術士アレイドは以前の出来の悪さが嘘であるかのように大幅な成長を見せ、導師となっていた。ある日アレイドは、師匠エルシールから再びの“おつかい”を命じられる。その内容は、最近不穏な動きをみせる帝国支配下のファーレン地方をティナとともに調査するというものであった。ティナが旧ファーレン王国の姫であったことを知るアレイドは抗議するも、戸惑うティナとともに調査に出ることとなった。

## 登場人物
アレイド・フィリオール
今作の主人公。18歳教会所属のC級導師。真面目な性格で基本的に頑張り屋であるものの、どこか抜けている。また、優しい性格だが、時に優柔不断である。得意とする聖術は火炎。
ティナ・ファーレン
今作のもう一人の主人公。19歳。教会所属のB級導師。気が強く何事にも物怖じしないが、口が悪い所がある。滅亡したファーレン王国の姫であり、教会に保護されていたが、今回の調査で9年ぶりにファーレンの地を踏む事となった。アレイドとは幼馴染で、兄妹弟子でもある。得意とする聖術は雷撃。
エルシール・バルハート
レフィリア教会大神官補佐官で現在唯一のS級神官。29歳。術威力はかなり高く、五大聖術士の1人であるものの、それを鼻に掛ける事もなく、周囲からの人望が厚い。アレイドとティナの師であり、いつも2人をそれとなく導いてくれる親のような存在でもある。
セレーナ・ヴェルレーヌ
教会施設の無い帝国支配下にあるファーレンの廃教会で、人々にレフィリアの教えを説く。32歳。その行いから周囲の人々にはとても慕われているが、教会勢力と対立関係にある帝国軍からは危険視されている。
セイス・ライラ
ファーレンを暗躍する盗賊姉妹で、トレスの姉。24歳。目的は不明だが、アレイド達と交錯する。盗賊の腕は優秀。実は貴族出身で、盗賊に盗まれてしまった三柱石を取り返すべく、暗躍していた。
トレス・ライラ
姉・セイス同様ファーレンを暗躍する盗賊姉妹で、セイスの妹。17歳。気弱な性格で、セイスには逆らえない。
アイク・グライア
隻眼の龍と呼ばれた剣士。ファーレン王国が滅亡した数年前の戦で行方不明になり、既に死亡したといわれている。エンディングで彼の墓にティナの花束が置かれている。
カーレル
ファーレン地方の帝国軍を襲う謎の隻腕剣士。32歳。その実力は帝国兵が全く歯が立たないほどである。本名はカーレル・グライアで、アイクの弟。最後は自らの兄・アイクの墓の前で自決した。
ノエル
リーシュタン廃城跡で一人で墓守をする老人。自称：元剣豪。剣豪は事実であり、「剣聖ノイレン・ジレール」と呼ばれていた。ライラ姉妹とは昔会っていたらしい。
マスター
ハインとカルネを従えている魔術師。正体はセレーナであり、聖術士適性のある者が次々と行方不明になった事件の首謀格。魔昌石に対する探究心のみで多くの人間を犠牲にした。アレイドとティナと闘い、巨大な魔昌石の力で一時的に変異するが、最後はアレイド達によって止められ、ミラルドによって捕縛された。
ハイン
冒険の途中、アレイド達の前に立ちふさがる隻眼風の術剣士。カルネと行動を共にするが、仲がかなり悪い。カルネと共に三柱石を狙いに、リーシュタン廃墟跡に襲撃に来るが、ノエルに返り討ちにされ、牢屋に入れられる。エンディングで牢屋でカルネとケンカするシーンが見られる。
カルネ
冒険の途中、アレイド達の前に立ちふさがる他称「変質者」の術師。ハインと行動を共にするが、仲がかなり悪い。
覆面の男
ファーレン地方を暗躍する謎の男。アレイド達の手助けをすることもあり、敵ではないようだがその真意は不明。正体はミラルド・ジーンである。五大聖術士の一人であり、実力は折り紙つき。女神の涙強奪未遂事件で失脚しており、早急に復権するため「手柄」を探していた。

## 用語
ここでは主に本作で公開された設定を解説する。基本設定についてはIndeTerminatePLUS・女神の涙を参照。
レフィリア教
女神レフィリアをよりどころとする宗教団体。信仰者は世界人口の2/3を締める。また、教会は聖術士の養成学校としても機能しており、多くの術士が学んでいる。この圧倒的人口と術士戦力から、アルティス帝国にも無視できない存在として警戒され、世界勢力の均衡を保つ欠かせない存在となっている。
アルティス帝国
度重なる戦争によって世界の大部分を占めた大帝国。レフィリア教会の術士戦力を警戒している。首都はジェノシード。9年前にティナの故郷でもあるファーレン王国を統治下においている。